# Караосмановићи
Караосмановићи су насељено мјесто у општини Хаџићи, Босна и Херцеговина.

## Становништво
|                      | 2013.        | 1991.         | 1981.         | 1971.         |
| Укупно               | 143 (100,0%) | 165 (100,0%)  | 152 (100,0%)  | 148 (100,0%)  |
| Бошњаци              | 123 (86,01%) | 165 (100,0%)1 | 152 (100,0%)1 | 148 (100,0%)1 |
| Муслимани            | 14 (9,790%)  | –             | –             | –             |
| Босанци и Херцеговци | 5 (3,497%)   | –             | –             | –             |
| Босанци              | 1 (0,699%)   | –             | –             | –             |

1. 1 На пописима од 1971. до 1991. Бошњаци су пописивани углавном као Муслимани.